# Mniarogekko chahoua
Mniarogekko chahoua är en ödleart som beskrevs av Bavay 1869. Mniarogekko chahoua ingår i släktet Mniarogekko och familjen geckoödlor. IUCN kategoriserar arten globalt som sårbar. Inga underarter finns listade i Catalogue of Life.
Arten förekommer på Nya Kaledonien. Honor lägger ägg.